# Aulo Cecina Peto

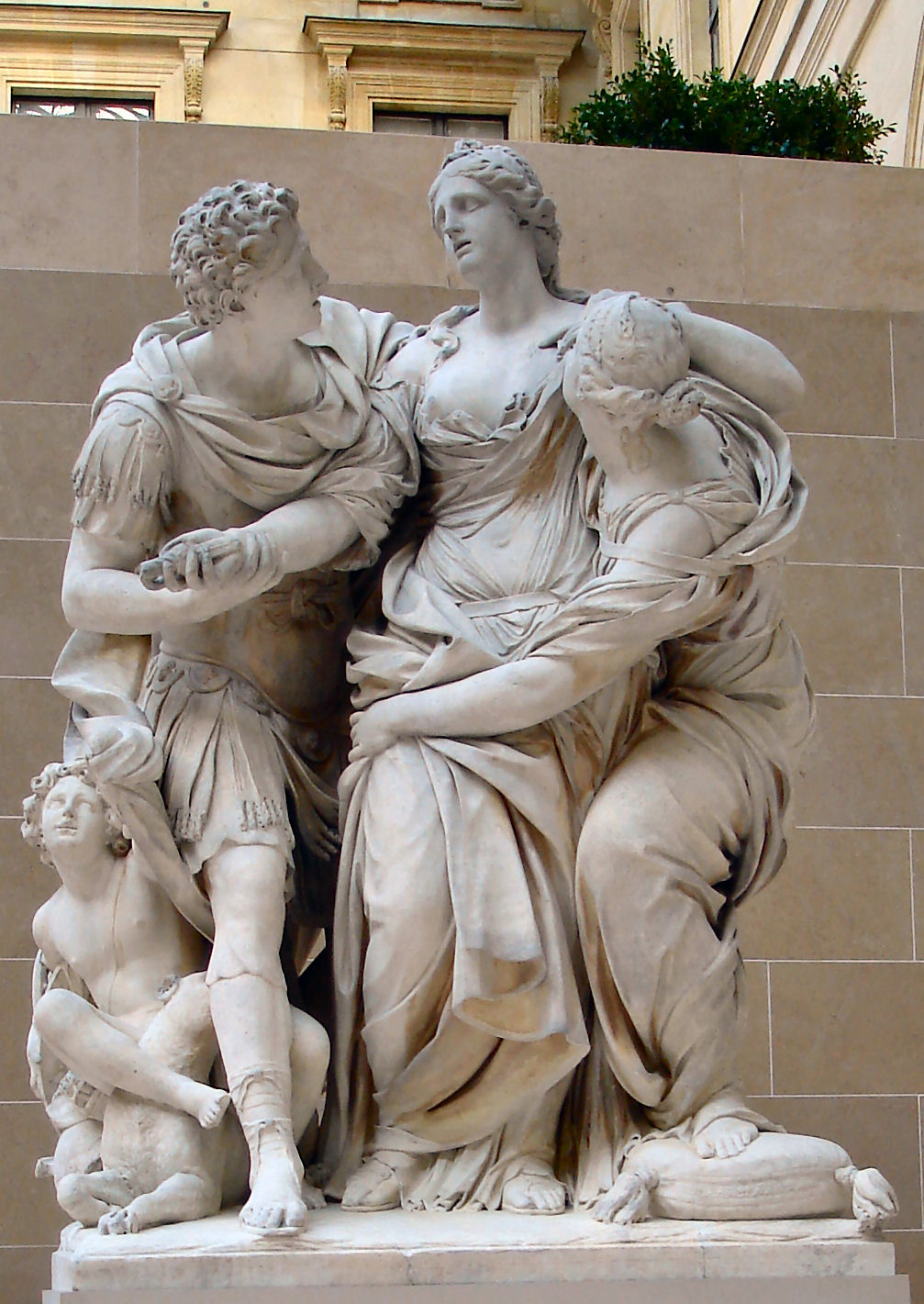
Arria y Peto, grupo escultórico de Pierre Lepautre y Jean-Baptiste Théodon, Museo del Louvre.

Aulo Cecina Peto (en latín Aulus Caecina Paetus, † 42) fue un senador romano que fue condenado a muerte por su papel en la revuelta de Lucio Arruncio Camilo Escriboniano contra el emperador Claudio.

## Biografía
Se casó con Arria la Mayor, teniendo varios hijos juntos. Plinio el Joven documenta que uno de sus jóvenes hijos murió cuando Cecina Peto estaba bastante enfermo. Aparentemente, su esposa Arria organizó y planeó entonces el funeral del niño sin que su esposo supiera de su muerte. Cada vez que visitaba a su esposo, Arria le decía que el niño estaba mejorando de su enfermedad. Si las lágrimas empezaban a asomarse por la emoción contenida, se excusaba saliendo de la habitación y, en palabras de Plinio, "se entregaba a la tristeza", y luego volvía a su marido con su semblante tranquilo.
Los que sobrevivieron hasta la edad adulta fueron:
- Cayo Lecanio Baso Cecina Peto, cónsul sufecto en el 70, y adoptado por Cayo Lecanio Baso, cónsul romano en el 64.
- Cecina Arria (también Arria la Menor), esposa de Publio Clodio Trásea Peto, cónsul sufecto en el 56.

### Carrera
Fue cónsul sufecto en el nundinium de septiembre-diciembre del 37 con Cayo Caninio Rébilo como su colega.
Cuando participó en la conspiración de Escriboniano contra el emperador Claudio en Iliria, fue condenado a muerte, determinándose que se le permitiría suicidarse en lugar de enfrentarse con la ira del emperador. Sin embargo, cuando llegó el momento, Peto titubeó y no tuvo el coraje de suicidarse. Entonces, su esposa Arria tomó la daga de Peto y se apuñaló a sí misma y luego se la devolvió a su esposo diciendo que no le dolía: "Paete, Non dolet" (¡Peto, no duele!). Su historia fue registrada en las Cartas de Plinio el Joven, quien obtuvo su información de la nieta de Arria, Fannia.

## Influencia en el arte
Arria fue una mujer fuerte y valerosa, con gran autocontrol y capaz de dominar sus emociones y capaz de morir junto a su marido, dándole ejemplo de muerte digna. Plinio defiende la idea del matrimonio perfecto con un amor hasta la muerte. Por esto, la muerte de Arria y Peto a menudo ha servido como modelo para el moderno arte figurativo, mientras que está ausente en el arte antiguo.
El tema está presente en las pinturas de West (1766), Vincent (1785), Bouchet (1802) y Bin (1861). También existe la duda de que el tema del cuadro de Tarquinio y Lucrecia atribuido a Tiziano (1515) sea en realidad la historia de Arria y Peto. En escultura, los grupos escultóricos de mármol de Lepautre (1691-1696) y la terracota de Nollekens (1771).
Ejemplos de adaptación del tema en la música son el Singstück en alemán Paetus und Arria, publicado en 1786 por Christian Friedrich Daniel Schubart (quien lo atribuyó a Pasquale Anfossi) con su propio texto y adiciones y la canción con acompañamiento de teclado, Arria to Paetus de Shield con letra de Thomas Holcroft (1786) o la ópera Arria de Staehle (1847).
La historia también inspiró a varios escritores. Por ejemplo, Persio escribió versos, ahora perdidos, y Marcial un epigrama particularmente significativo en la construcción de la fama de Arria. En los Montaigne de Montaigne (1580) Arria es recordada con otras dos mujeres que siguieron a su esposo en la muerte, mientras que la tragedia Arria und Messalina de Wilbrandt (1874) contrapone su figura con la de la esposa disoluta de Claudio. Otras transposiciones literarias incluyen: una tragedia francesa de Marie-Anne Barbier, Arrie et Pétus (París, Barbou, 1707); una poesía en alemán de Johann Heinrich Merck, Pätus und Arria (Freistadt am Bodensee, Perrenon, 1775); una tragedia de cinco actos en inglés de John Nicholson, Paetus and Arria (Londres, Lackington Allen & Co., 1809); una historia en cinco actos en checo de Josef Wenzig, Arria a Pätus (Praga, Kober, 1872); o una tragedia en tres actos en polaco de Józef Kościelski, Arria (Cracovia, Paszkowski, 1874).

## Galería de imágenes

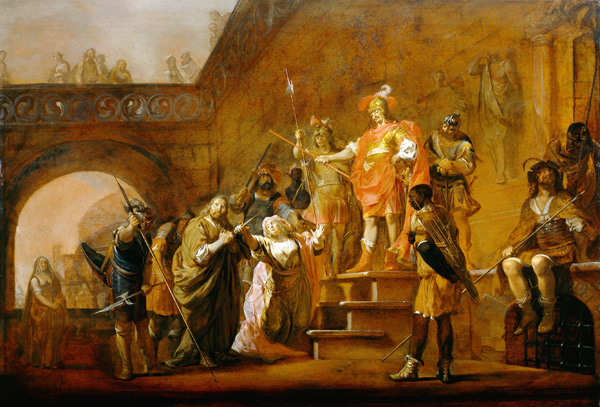
Arria e Peto (Knüpfer, cuadro anterior a 1655)
Gálata suicida que originalmente se confundió con el tema de Arria y Peto.[14][15]
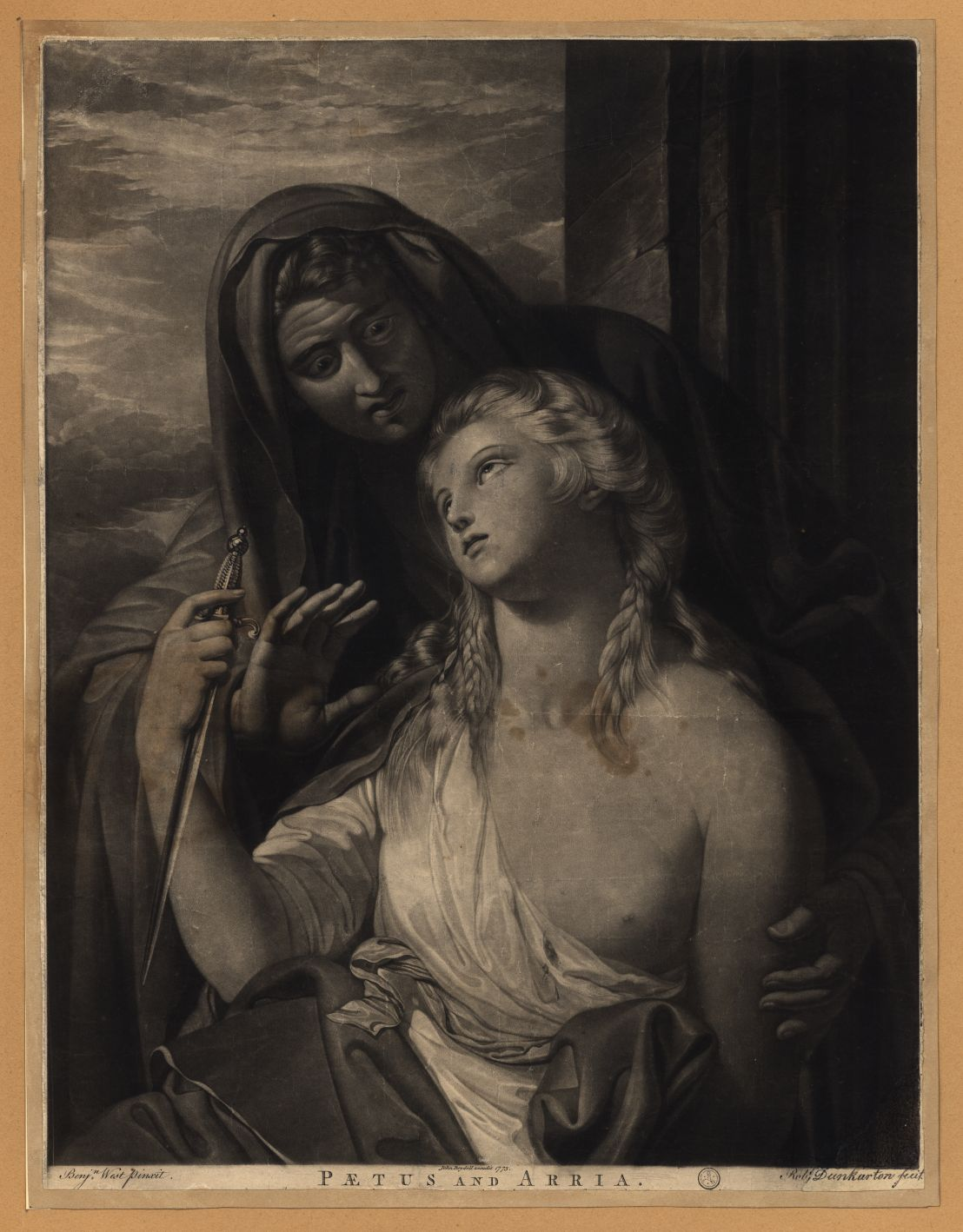
Peto y Arria (Boydell, calcografía de una reproducción de Robert Dunkarton de la pintura de Benjamin West, 1773)
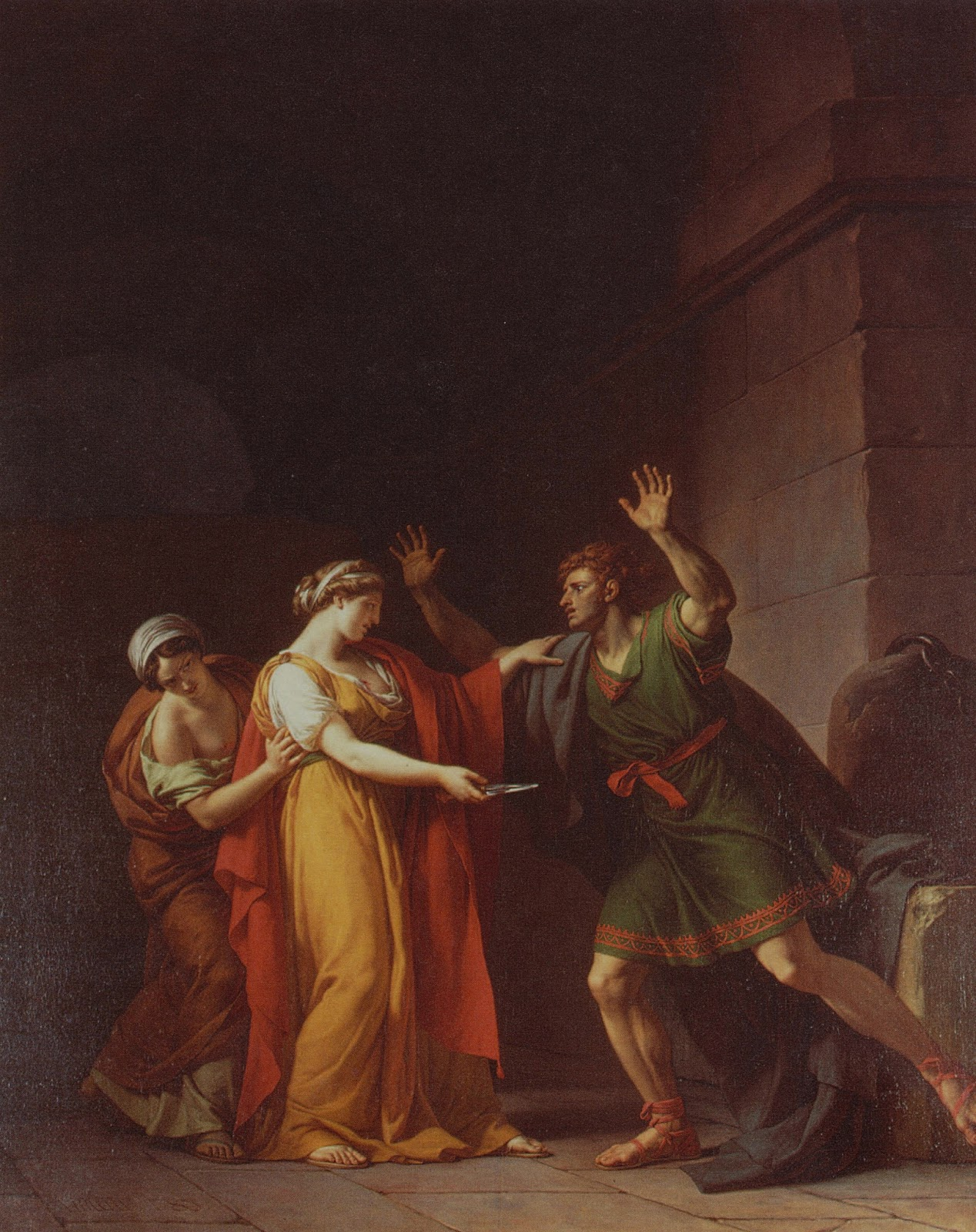
Arria y Peto (Vincent, cuadro, 1785)
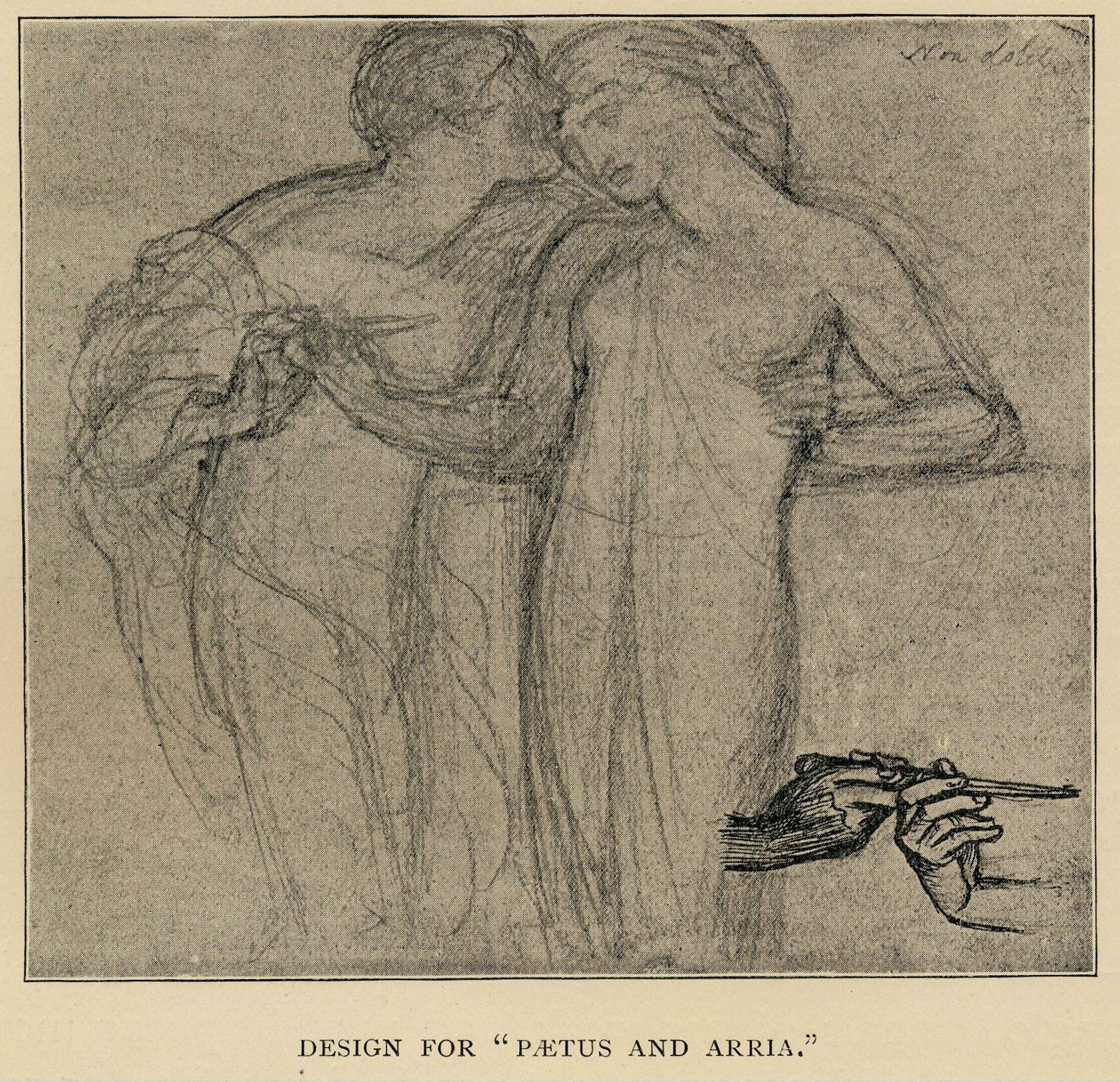
Arria y Peto (Rossetti, bosquejo, 1872)